# 万宝宝
万荧女（1986年10月21日—），也叫万瀛女，别称万宝宝（常用名），祖籍山东东平，中国名媛，著名珠宝设计师，万季飞之女，前全国人大常委会委员长万里的孙女。曾自创珠宝品牌Bao Bao Wan Jewelry。
1986年10月21日，万荧女出生于北京，Sarah Lawrence College本科，UAL硕士，现居住于霄云路8号（缦合北京), 与范冰冰，朱珠，郭碧婷系邻居。成名初期找關之琳站台，并创立了自己的高级珠宝首饰品牌店Bao Bao Wan Fine Jewelry。
2015年万里去世前夕，参加Met Gala。
2015年7月万里去世，9月，万宝宝拎迪奧包出席9•3阅兵。